# Sandpoint
Sandpoint es una ciudad ubicada a orilla del lago Pend Oreille, en el condado de Bonner en el estado estadounidense de Idaho. En el Censo de 2010 tenía una población de 7365 habitantes y una densidad poblacional de 593,04 personas por km².

## Geografía

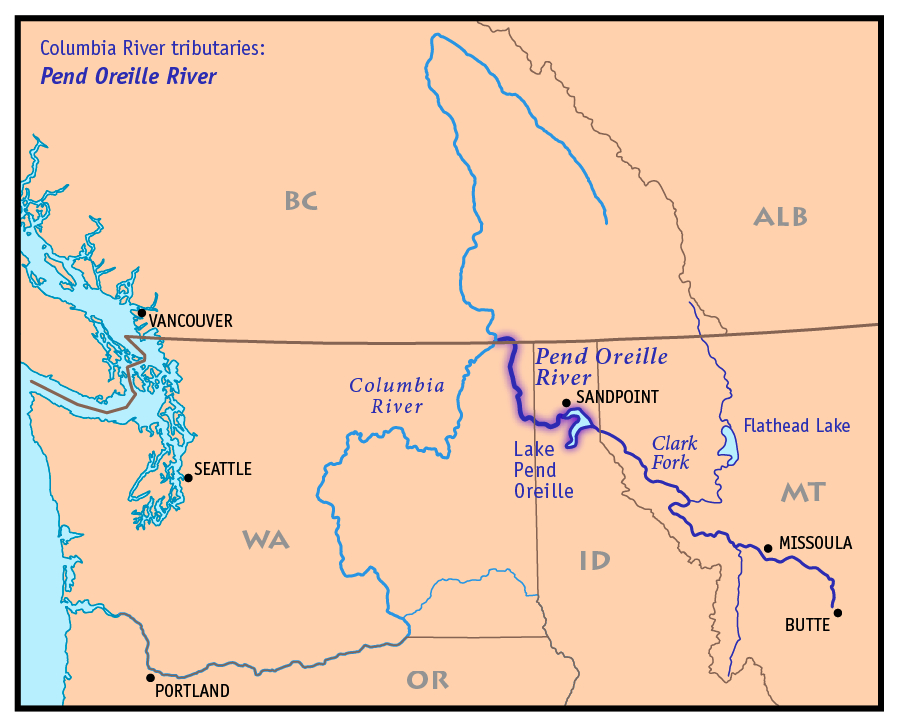
Sandpoint en un mapa del río Pend Oreille

Según la Oficina del Censo de los Estados Unidos, Sandpoint tiene una superficie total de 12.42 km², de la cual 10.31 km² corresponden a tierra firme y (16.96%) 2.11 km² es agua.

## Demografía
Según el censo de 2010, había 7365 personas residiendo en Sandpoint. La densidad de población era de 593,04 hab./km². De los 7365 habitantes, Sandpoint estaba compuesto por el 0.1% blancos, el 0.14% eran afroamericanos, el 0.73% eran amerindios, el 0.84% eran asiáticos, el 0% eran isleños del Pacífico, el 0.52% eran de otras razas y el 2.24% pertenecían a dos o más razas. Del total de la población el 2.92% eran hispanos o latinos de cualquier raza.

## Personajes ilustres
- Sarah Palin, política republicana y exgobernadora de Alaska.